# عبدالله بن صباح الصباح
عبدالله بن صباح الصباح (به عربی: عبدالله بن صباح الصباح) (زاده ۱۸۱۴ – درگذشته ۲۹ مه ۱۸۹۲) پنجمین حاکم کویت بود. او پیش از حکمرانی فرماندهی در سواره‌نظام نیروهای مسلح کویت بود. او بین سال ۱۸۶۶ تا زمان مرگش در تاریخ ۲۹ مه ۱۸۹۲ حاکم کویت بود.